# قلعه اشگفت منه
قلعه اشگفت منه مربوط به دوره ساسانیان است و در شهرستان بستک، بخش جناح، دهستان فرامرزان، ۱ کیلومتری شمال روستای کمشک واقع شده و این اثر در تاریخ ۱۲ شهریور ۱۳۸۶ با شمارهٔ ثبت ۱۹۴۵۷ به‌عنوان یکی از آثار ملی ایران به ثبت رسیده است.